# Benkő Levente (történész)
Benkő Levente (Nagyajta, 1961. június 13.) erdélyi magyar történész, könyvtáros, újságíró, szerkesztő.

## Életpályája
Az általános iskolát Ágostonfalván végezte, a középiskolai tanulmányait pedig Sepsiszentgyörgyön. 1980–1982 között munkás volt a sepsiszentgyörgyi autóvillamossági gyárban, 1982–1990 között pedig a köpeci bányavállalatnál, 1986-tól ugyanott technikus, 1991 és 2003 között a Háromszék szerkesztője, riportere, majd 2003 és 2009 között a Krónika riportere. Közben 2006-ban történelem szakot végzett a kolozsvári Babeș–Bolyai Tudományegyetemen. 2009-től a kolozsvári Egyetemi Könyvtárban dolgozott könyvtárosként, majd a Művelődéshez került szerkesztőnek, felelős kiadónak. 2021-től a lap főszerkesztője.
1990 és 1996 között helyi és megyei szinten az RMDSZ színeiben politikai szerepet vállalt.

## Munkássága
Kutatási területei: magyar foglyok a II. világháborúban és 1956 romániai hatásai. 

### Könyvei
- Szárazajta; bev. Farkas Árpád; H-Press, Sepsiszentgyörgy, 1995 (Kaláka könyvek)
- Volt egyszer egy 56. Akiket a forradalom szele, s a megtorlás ökle megcsapott; H-Press, Sepsiszentgyörgy, 1998 (Kaláka könyvek)
- Fogolykönyv (Sepsiszentgyörgy, 1999)
- Hova mennek a bányászok? (Sepsiszentgyörgy, 1999)
- Muszáj volt élni valahogy (Sepsiszentgyörgy, 2001)
- Bűn volt a szó. Dokumentumriport erdélyi pokoljárásról, Moyses Márton egyszemélyes forradalmáról; Charta, Sepsiszentgyörgy, 2002
- Székely golgota. Haláltábor Földváron, 1944–1945; H-Press, Sepsiszentgyörgy, 2003 (Kaláka könyvek)
- Magyar fogolysors a második világháborúban I–II. (társszerző: Papp Annamária, Csíkszereda, 2007, Bibliotheca Transsylvanica sorozat)
- Az őszinteség két napja 1956. szeptember 29-30. Erdélyi magyar értelmiségiek 1956 őszén. Az RMP Kolozs Tartományi Bizottságánál kolozsvári és marosvásárhelyi írókkal, szerkesztőkkel tartott gyűlés jegyzőkönyvei és más dokumentumok; sajtó alá rend., tan., jegyz. Benkő Levente, román dokumentumford. Papp Annamária, Nagy-Hintós Diana; Polis, Kolozsvár, 2007
- Szárazajta; 2. bőv. kiad.; Tortoma, Barót, 2011
- Manók, emberek, fehérnépek. Válogatott glosszák, vagyis ilyen-olyan történetek kisebb-nagyobb emberekkel szóban és rajzban, Erdélyi Híradó, 2012
- Két csűrben, csépelve. Világhírnév Kiadó, Kolozsvár, 2012
- Hatvan évvel a magyar forradalom után (szerkesztő: Benkő Levente), Polis Kiadó, 2016
- Volt egyszer egy '56. Akiket a forradalom és a megtorlás ökle megcsapott; 2. bőv. jav. kiad.; Exit, Kolozsvár, 2016
- Bűn volt a szó. Moyses Márton és 1956; 2., jav. kiad.; Pongrátz Gergely 56-os Közhasznú Alapítvány, Kiskunmajsa, 2017
- Erdélyi srácok (társszerzők: Papp Annamária, Vig Emese), Exit Kiadó, Kolozsvár, 2018

### Tanulmányai
- A tervszerű merénylet. Korunk, 2003, 2. szám
- A közelmúlt feltárásának felette szükséges voltáról. Művelődés (2012. június);
- „Nekem részem semmiféle gyilkosságban nincs”. Az ippi és ördögkúti események utóéletéhez 1. Művelődés (2012. augusztus);
- „Nekem részem semmiféle gyilkosságban nincs”. Az ippi és ördögkúti események utóéletéhez 2. Művelődés (2012. szeptember);
- A csendesen dolgozó emlékére. Művelődés (2013. február)
- A lehetetlen védelem. Váczy Kálmán és a szilágysági magyarok népbírósági pere. Művelődés (2013. július)

## Díjai
- MURE-különdíj, 1995
- Székelyföld-díj, 1998
- Bálint András-dí,j 1998
- Erdővidék Kultúrájáért díj, 2018

## Tagságai
- Gál Mózes Közművelődési Egyesület, Barót (alapító alelnök)
- Magyar Újságírók Romániai Egyesülete
- Kriza János Néprajzi Társaság

## Családja
Felesége Papp Annamária, újságíró (2004). Gyermekei Levente Árpád (1985), Attila Dániel (1987), Júlia (1997), Boróka (2004). Magyarvistán laknak.